# Edwardsya
Genre
Edwardsya est un genre d'araignées aranéomorphes de la famille des Salticidae.

## Distribution
Les espèces de ce genre sont endémiques du Brésil. Elles se rencontrent en Amazonas, au Pará et en Amapá.

## Liste des espèces
Selon World Spider Catalog (version 18.0, 30/03/2017) :
- Edwardsya igapo Ruiz & Bustamante, 2016
- Edwardsya simoni (Taczanowski, 1871)

## Étymologie
Ce genre est nommé en l'honneur de Glavis Bernard Edwards.

## Publication originale
- Ruiz & Bustamante, 2016 : Edwardsya, a new genus of jumping spiders from South America (Araneae: Salticidae: Freyina). Zootaxa, no 4184(1), p. 117-129.